# Hraniční přechod Olešnice v Orlických horách – Kocioł
Hraniční přechod Olešnice v Orlických horách – Kocioł (polsky Przejście graniczne Kocioł – Olešnice v Orlických horách) je bývalý silniční hraniční přechod na česko-polské státní hranici na hraničním úseku III/132a - III/132b; III/133 mezi českou obcí Olešnice v Orlických horách (okres Rychnov nad Kněžnou, Královéhradecký kraj) a polskou obcí Kocioł (okres Kladsko, Dolnoslezské vojvodství). Přechod leží v nadmořské výšce 520 m n. m. na silnici II/310. Před zrušením byl určen pro pěší, cyklisty a motoristy.
Hraniční přechod byl zrušen při vstupu České republiky do Schengenského prostoru v roce 2007. V případě dočasného znovuzavedení ochrany vnitřních hranic je provoz na hraničním přechodu upraven Sdělením Ministerstva vnitra č. 395/2021 Sb.